# 正六位
正六位（日语：／ Shōrokui */?），為日本官階與神階的一種。位於從五位之下、從六位之上。勳等為勳五等，功級為功五級。
律令制下的六位是下國的國司及國府次官的等級。一般是不能上殿的，但是藏人例外，五位以上者和六位藏人合稱殿上人。在神階中正六位是最下位。
明治時代以後，正六位相當於少佐。此外，如今的警察官中的警視正、消防吏員中的消防監、市町村議会議長等在逝世後也會給予其正六位。

## 外部連結
- 「位階令」 （日語）